# Marco Novaro
Marco Novaro (Oneglia, 8 agosto 1912 – Sanremo, 29 novembre 1993) è stato un velista italiano.

## Biografia
Nato nel 1912 a Oneglia, a 48 anni partecipò ai Giochi olimpici di Roma 1960 nella gara dei 5,5 metri, svolta nel golfo di Napoli, insieme a Franco Zucchi e Pietro Reggio come timoniere, arrivando 11º sulla barca Voloira II con 2524 punti, 2758 senza penalità. Nell'occasione fu l'atleta più anziano degli unici Giochi olimpici estivi tenuti in Italia.